# Meurtres en Auvergne
Pour plus de détails, voir Fiche technique et Distribution.
Meurtres en Auvergne est un téléfilm français, de la collection Meurtres à..., écrit par Alexandra Julhiet et Alexandra Echkenazi et réalisé par Thierry Binisti. Ce téléfilm a été diffusé pour la première fois, en Belgique, le 16 mai 2017, sur La Une et, en France, le 30 septembre 2017 sur France 3.

## Synopsis
Une femme est retrouvée morte au lac Pavin. Le meurtre semble s'inspirer d'une vieille légende locale qui raconte que les pêcheurs de Besse ont été ensevelis par Dieu puis recouverts par les larmes du diable. Bien qu'il connaissait la victime le capitaine Romagnat est chargé de l'enquête avec l'adjudante chef Aurélie Lefaivre.

## Fiche Technique[1]
- Réalisation : Thierry Binisti
- Scénario : Alexandra Julhiet et Alexandra Echkenazi
- Productrice : Iris Bucher
- Sociétés de production : Quad Télévision, avec la participation de France 3
- Directeur de la production : Bertrand de la Fontaine
- Costumes : Valérie Adda
- Décors : Denis Seiglan
- Chf opérateur : Jako Raybaut
- Pays d'origine :  France
- Langue originale : français
- Genre : policier
- Durée : 90 minutes
- Dates de première diffusion :
  -  Belgique : 16 mai 2017, sur La Une[2]
  -  France : 30 septembre 2017, sur France 3[3]

## Distribution
Sauf indication contraire, les informations mentionnées dans cette section peuvent être confirmées par la base de données cinématographiques IMDb,  présente dans la section « Liens externes ».
- Sofia Essaïdi : Aurélie Lefaivre
- Frédéric Diefenthal : Bruno Romagnat
- Stéphane Rideau : Olivier Soulac
- Arnaud Binard : Étienne Romagnat
- Émilie Deville : Jennifer Pereira
- Élise Le Stume : Stéphanie Jourdain
- Hervé Jacobi : Docteur Gransaine
- Sophie Clavaizolle : Caroline Jourdain
- Vinciane Millereau : La Légiste
- Marie Vanhonnacker : Lise Romagnat
- Marion Casabianca : Nathalie Soulac
- Dominique Touzé : Gendarme Dumas
- Alain Martin : Jean-Michel Muller
- Danielle Rochard Touzé : Madame Jourdain
- Olivier Perrier : Monsieur Jourdain
- Anne Gaydier : Mère d'Olivier Soulac
- Élise Gaté : Madame Muller
- Fabrice Dubusset : Pompier
- Mariecke de Bussac : Psychologue
- Vincent Longefay : Avocat Jennifer
- Françoise Pinkwasser : Delphine Crémiers
- Léo-Paul Salmain : Directeur Adjoint Thermes
- Jérôme Thevenet : Historien
- Isabelle Monier-Esquis : Juge
- Claude Reboul : Norbert
- Fabrice Roumier : Père de famille
- Nathalie Boyer : Mère de famille

## Tournage
Le téléfilm a été tourné du 23 novembre au 22 décembre 2016 en Auvergne, notamment à Royat, à Besse et au bord du lac Pavin, dans le Puy-de-Dôme,,. Le réalisateur avoue avoir passé beaucoup de temps à parcourir la région pour trouver les lieux les plus adéquats, « les plus beaux, les plus mystérieux, les plus intrigants ».

## Audience en France
Lors de sa première diffusion sur France 3, le téléfilm s'est placé en tête des audiences avec 5 millions de téléspectateurs en France, soit 23,1 % de part d'audience, devant la finale de The Voice Kids sur TF1.